# Yahoo!防災速報
Yahoo!防災速報（ヤフーぼうさいそくほう）は、LINEヤフー（Yahoo! JAPAN）が提供する、地震や津波、豪雨等の災害情報の配信を行っている、防災気象情報サービス、およびそのモバイルアプリケーションである。LINEヤフーの自社ブログ内では『防災速報』とも略される。

## 概要
2011年に発生した東日本大震災をきっかけに、同年7月より緊急地震速報や津波警報、節電・停電情報を通知するサービスを開始した。発災当時はYahoo!天気、およびYahoo!災害情報としてサービスを運営していたが、同年に合併し、その後はYahoo!天気・災害として運営、その一つのサービスとして本サービスが開始した（その後、節電・停電情報は廃止）。
自治体等と共同で「シェイクアウト訓練」を本アプリをはじめとするYahoo! JAPANの各サービスで実施することがある。また、2020年に経営統合したLINEと共同で本アプリ、およびLINE公式アカウントで実施されることもある。

## 沿革
- 2011年7月25日 - 前述した通り、本サービスを開始[9]。
- 2012年8月13日 - 提供情報に全国の気象警報や噴火警報、放射線量を追加した[1]。
- 2013年1月15日 - 公共情報コモンズと提携し、避難勧告と避難指示（前者は2021年に廃止され、現在は避難指示に一本化[10]）の発令情報を本サービスおよびYahoo!天気・災害にて配信することを決定した[11]。
- 2014年 
  - 2月27日 - 国民保護情報を自動通知する機能を追加した[5]。
  - 8月7日 - 「Yahoo! JAPANアプリ」でも気象警報と避難情報をプッシュ通知する機能を開始した[12]。
  - 11月27日 - 噴火警報機能の通知内容を改善し、噴火警戒レベルを4以上から3以上に変更し、対象火山に影響が出る地域に通知する内容となった[13]。同年11月25日に熊本県の阿蘇中岳が噴火し、それに伴う改善である[13]。
- 2015年
  - 1月21日 - 防犯情報の掲載および自動通知する機能を追加した[14]。
  - 6月18日 - 土砂災害警戒情報と指定河川洪水予報の提供を開始した[15]。
- 2016年6月23日 - 同じくヤフーが提供していたスマートフォンアプリ「myThings」（2019年1月にサービス終了[16]）と連携を開始した[17]。
- 2018年
  - 3月26日 - リニューアルを実施し、特別警報および警報といった各種災害情報に応じた色分け（紫、赤、オレンジ、黄）の表示や、緊急地震速報発表時に「あたまを守るなど強い揺れに備えてください」といったテキストや図等をプッシュ通知する機能となった[18]。
  - 8月27日 - 大阪府と共同で「訓練モード」を開発し、同年9月5日に年1回に行われている大阪880万人訓練にて全国で初めて自治体の訓練と連動し、同機能を活用した[19]。
  - 11月5日 - 津波防災の日の同日に兵庫県と共同で「訓練モード」を活用し、南海トラフ巨大地震に備えた、浸水想定区域内における避難に特化した「津波一斉避難訓練」を実施した[20]。
- 2019年
  - 2月28日 - 災害発生時に適切な行動が可能となる、避難場所の登録や防災用品の確認等、防災関連情報をまとめた「防災手帳」の提供を開始した[21]。
  - 7月10日 - 気象庁と提携し、本サービスおよびYahoo! JAPANアプリ、Yahoo!天気にて、市区町村ごとの土砂災害や洪水の危険度と、およびとるべき行動を通知する機能として「大雨危険度通知」の提供を開始した[22]。
- 2020年3月10日 - ユーザー同士で現在地で発生した災害、およびライフラインの状況を共有することによって迅速な避難行動に繋げることが可能な「災害マップ」の正式版を提供開始した[23]。
- 2021年
  - 1月31日 - メール版のサービスを終了した[24]。
  - 3月4日 - ヤフーとLINEが防災分野で初めて連携を開始[25]。本アプリおよびLINEと連携し、ユーザーが登録した地域の災害情報をLINEトークにプッシュ配信する機能「防災速報」を開始し、LINE公式アカウントで防災速報を受け取ることが可能となった[25]。
  - 5月27日 - 内閣府政策統括官（防災担当）の避難情報に関するガイドラインに対応した[26]。これは、大雨等の災害時における警戒レベルにひも付く避難情報を変更し、前述した通り避難指示に一本化されたことによるものである[26]。
  - 8月30日 - 全国にて事前に簡単な情報入力でユーザーに合った防災行動を確認することによって、大雨等の災害警戒時における防災行動開始のタイミングとともにプッシュ通知される機能として「防災タイムライン」の提供を開始した[27]。これは、国土交通省が普及を目指そうとしている住民の一人ずつへの防災行動計画「マイ・タイムライン」のデジタル版であり、民間で初めて無償で提供されたものである[27]。
- 2022年
  - 1月11日 - 「災害マップ」にて「Yahoo!リアルタイム検索」と連携させ、ユーザーがTwitterに投稿した災害状況を表示する機能を提供開始した[28]。
  - 6月30日 - 本アプリや「Yahoo!天気・災害」「Yahoo!天気」にて、気象庁による「大雨・洪水警報の危険度分布（キキクル）」および「大雨危険度通知」の改善に対応し、大雨危険度の警戒レベルの表現を変更した[29]。
  - 10月3日 - 本アプリおよび「Yahoo!天気・災害」の「防災タイムライン」にて、地震・津波に備える機能を全国向けに提供開始[30]。
- 2023年
  - 9月6日 - ヤフーと香川県が災害発生時等に自治体からの情報発信をサポートする「災害に係る情報発信等に関する協定」を締結した[31]。これにより、47都道府県全地域との協定締結が完了し、本アプリおよび「Yahoo! JAPANアプリ」を通じて利用を申請したユーザーへの避難所の開設情報等の配信が全地域で可能となった[31]。
  - 10月1日 - Zホールディングスの企業組織再編でヤフーとLINEが合併したことより、サービス提供者がLINEヤフーに変更された。
- 2025年6月5日 - 公共情報サイト「Yahoo!くらし」は、本アプリおよびYahoo! JAPANアプリにて、Lアラートを通じて自治体が発表する避難所開設情報のプッシュ通知配信を開始[32]。

## 主な機能
防災情報通知
迅速に様々な防災情報をプッシュ通知し、早め早めの避難行動判断をサポートする。
災害マップ
ユーザー同士で状況を共有することが可能となっており、どのような災害がどの場所まで迫っているかを知ることが可能となっている。
防災手帳
普段の備えより、災害時に困った時に役に立つ情報を掲載している。

## 誤報
- 2021年12月22日15時頃、本アプリ、およびYahoo!ニュースとYahoo! JAPANの各アプリにて、「【政府発表】［配信テスト］［dev］ゲリラや特殊部隊による攻撃が発生しました。」という誤報が配信された[34]。タイトルには「国民保護情報」と記載されており、対象地域は日本全国で、発表時間は2006年1月30日14時6分と記載されていた[35]。これを受け、ヤフーは外部にテスト配信の内容を誤って通知したと説明した上で謝罪した[35]。